# Спітак
Спіта́к (вірм. Սպիտակ) — місто на північному заході Вірменії, в марзі (області) Лорі.

## Географія
Місто розташоване на річці Памбак на залізничному перегоні Гюмрі — Ванадзор залізниці, що з'єднує дві південнокавказькі столиці — Єреван та Тбілісі. Вантажний залізничний рух дуже жвавий, а пасажирське сполучення представлене лише двома поїздами на добу.

## Історія
Місто було повністю знищене 7 грудня 1988 всього за 30 секунд в результаті катастрофічного Спітакського землетрусу. Наразі завдяки загальним суспільним зусиллям (у тому числі й іноземним) місто майже повністю відбудовано.

## Етимологія
В перекладі з вірменської, «Спітак» означає «білий», тобто «біле місто».

## Визначні місця
В місті розташована церква Сурб Аствацацин, яка була побудована на місці старої.
У березні 2014 року площа Віктора Януковича «перейменована» активістами на площу Сергія Нігояна.

## Фотогаларея

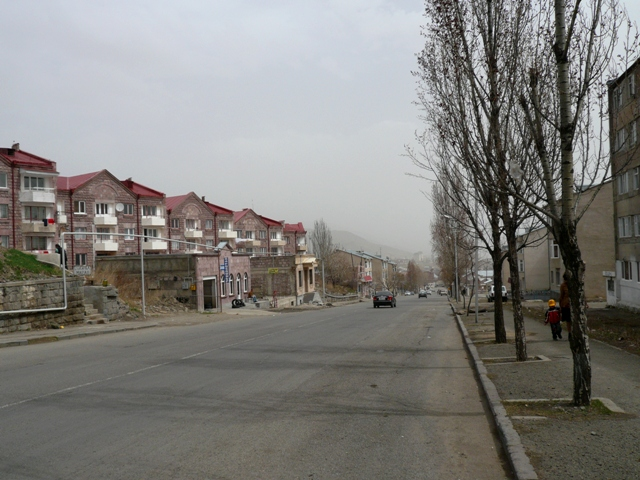
Міська вулиця
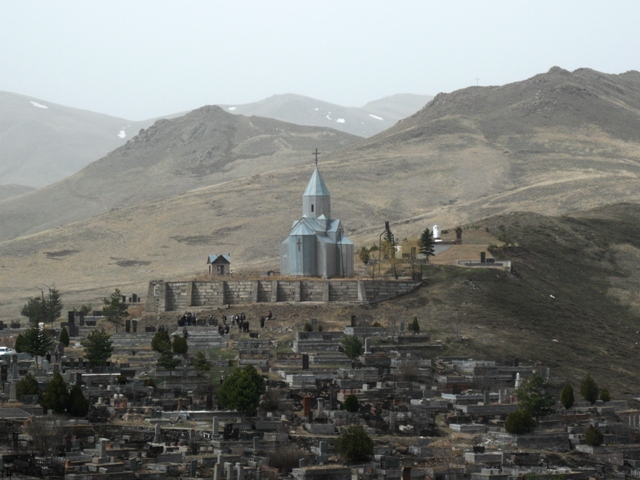
Цвинтар. На вершині пагорбу — металева церква
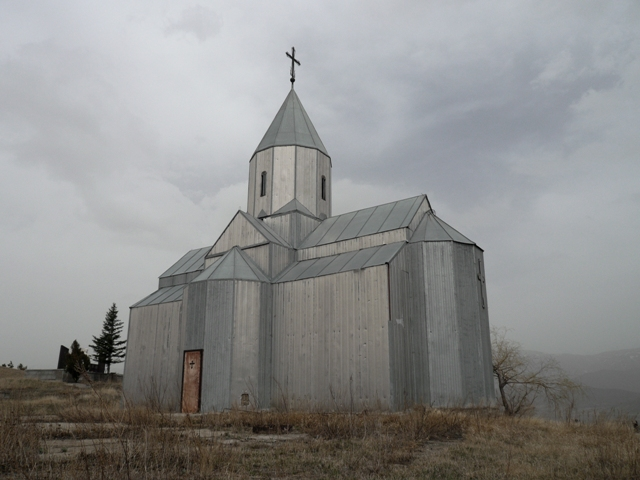
Металева церква на цвинтарі

## Міста-побратими
- Таузенд-Оукс (Каліфорнія, США)